# 仮面ライダー対ショッカー
- 仮面ライダーシリーズ > 仮面ライダー > 仮面ライダー対ショッカー
- 東映まんがまつり > 仮面ライダー対ショッカー

『仮面ライダー対ショッカー』（かめんライダーたいショッカー）は、1972年3月18日に「東映まんがまつり」の一編として公開された東映の中編映画。上映時間は32分で、シネスコ、カラー作品。
映像中で「仮面ライダー対ショッカー」はサブタイトルとして表示されるが、公開当時から『仮面ライダー対ショッカー』が正式なタイトルとして扱われている。

## 概要
テレビ番組『仮面ライダー』の爆発的ヒットと、それに伴う「変身ブーム」を受け、テレビ版と同じスタッフ・キャストで制作された中編映画作品。公開時のキャッチコピーは「スゴいぞ！ジャンボだ！ボクらの仮面ライダーが映画になった」。
テレビシリーズの物語と設定を引き継いだ番外編として制作されているが、多数の怪人の登場や大規模なバイクアクションなど、通常の番組よりも規模を拡大している。テレビ版第46話「対決!!雪山怪人ベアーコンガー」（1972年2月12日放送）とほぼ同時進行で制作されたため、劇中セット（ショッカー基地と大道寺博士の邸宅セット）が第46話では本作品に先んじて登場しており、ベアーコンガーは本作品には登場しない。撮影は1972年2月下旬に行われ、制作日数はわずか3日ほどだったという。
東映は本作品に先んじ、1971年7月18日の「東映まんがまつり」のプログラムの1つとして、テレビ版第13話「トカゲロンと怪人軍団」を『ゴーゴー仮面ライダー』と題してブロー・アップ上映している。同作品が東映まんがまつりのアンケートで1位となったことで、翌年の春休みプログラムに完全新作として本作品が組み込まれることとなった。プロデューサー・平山亨によれば、上映開始と同時に観客の子供たちは主題歌「レッツゴー!! ライダーキック」の大合唱となり、渡邊亮徳はそれを見て『仮面ライダー』の大ヒットを確信したという。本作品が上映されるや、シネスコ画面一杯に次々と登場して名乗りを上げる怪人たちに子供たちは息を呑んで見入っていたと平山は述懐。
テレビシリーズの主役が一文字隼人＝仮面ライダー2号から本郷猛＝仮面ライダー1号に再交代する時期に制作された本作品には、過去に倒された怪人の再登場、「新1号編」から登場する骨模様の衣装に変わった新しい「骨戦闘員」、「1号の新変身ポーズの披露」など、「2号編」から「新1号編」への橋渡し的なイベント要素が盛り込まれている。また、本郷に関しては大道寺博士の姿への完璧な変装術、ザンジオーに奪われそうな珠美の人形を手元に引き寄せたテレキネシス能力など、テレビシリーズでは描写されていない特異な能力が披露されている。
映画オリジナルの新怪人としてザンジオーが登場するが、テレビ版第51話の放送日が公開日と重なったユニコルノスと、公開1週間後の3月25日放送の第52話に登場したギルガラスも、テレビ本編に先んじて本作品がデビューとなっている。
2021年11月11日には1111が並ぶ「ショッカーの日」にちなみ、東映公式Youtube Officialにて、本作品が初配信された。

## あらすじ
地球物理学研究所の大道寺博士が人工重力装置GXを発明した。ショッカーは大道寺から設計図を奪い、地球の地軸を狂わせて大洪水後の新世界に君臨しようと計画するが、設計図はまだ不完全なものであり、肝心の方程式が含まれていなかった。大道寺は悪用を防ぐため、不測の事態に備えて娘の珠美に預けていた。ショッカーの暗号通信を解読した一文字隼人と滝和也、そして本郷猛が駆け付けるが、珠美はザンジオーに誘拐されてしまう。

## 登場怪人
再生怪人軍団
名乗り順に番号が記載されている怪人は、地獄谷で珠美と方程式を交換する死神博士を援護すべく崖の上に出現した28体の怪人。大道寺に変装した本郷が死神博士を拘束した際、命と引き換えにした死神博士の命令で全員戦うことなく撤退する。崖の上に出現の際、また撤退する際の映像には名乗りを上げた28体以外の怪人も含まれている。
- 名乗りのシーンは、映画『ヘラクレス』の城塞に軍団が立ち並ぶシーンをイメージしたものとされる。

| 名乗り順 | 再生怪人             | 初登場話 | 備考               |
| -------- | -------------------- | -------- | ------------------ |
| 01       | ムカデラス           | 27       |                    |
| 02       | カメストーン         | 50       |                    |
| 03       | アルマジロング       | 34       |                    |
| 04       | ナメクジラ           | 45       |                    |
| 05       | ザンブロンゾ         | 30       |                    |
| 06       | エジプタス           | 36       | [注釈 8][注釈 9]   |
| 07       | ゴースター           | 41       |                    |
| 08       | ユニコルノス         | 51       |                    |
| 09       | カニバブラー         | 19       |                    |
| 10       | 狼男                 | 39       |                    |
| 11       | トドギラー           | 47       |                    |
| 12       | ドクダリアン         | 32       | [注釈 10]          |
| 13       | 地獄サンダー         | 26       | [注釈 8]           |
| 14       | 蜘蛛男               | 1        |                    |
| 15       | ガマギラー           | 34       |                    |
| 16       | ドクガンダー（幼虫） | 20       |                    |
| 17       | ヤモゲラス           | 12       |                    |
| 18       | エイキング           | 38       | [注釈 11]          |
| 19       | スノーマン           | 40       |                    |
| 20       | さそり男             | 3        |                    |
| 21       | イソギンチャック     | 49       |                    |
| 22       | 蝙蝠男               | 2        |                    |
| 23       | トリカブト           | 37       | [注釈 10]          |
| 24       | ゲバコンドル         | 11       |                    |
| 25       | カメレオン           | 6        |                    |
| 26       | アリキメデス         | 35       |                    |
| 27       | ムササビドール       | 24       | [注釈 12]          |
| 28       | サラセニアン         | 4        | [注釈 10][注釈 11] |
|          | プラノドン           | 43       | [注釈 8]           |
|          | ギルガラス           | 52       | [注釈 8]           |
|          | ハエ男               | 42       | [注釈 13]          |
|          | サボテグロン         | 14       | [注釈 13]          |
|          | モグラング           | 28       | [注釈 13]          |
|          | ドクガンダー（成虫） | 21       | [注釈 13]          |
|          | アリガバリ           | 31       | [注釈 13]          |
|          | キノコモルグ         | 24       | [注釈 10]          |
|          | かまきり男           | 5        | [注釈 14]          |
|          | トカゲロン           | 13       | [注釈 14]          |
|          | ピラザウルス         | 16       | [注釈 14]          |

## キャスト
- 一文字隼人 / 仮面ライダー[C 1] - 佐々木剛
- 滝和也 - 千葉治郎
- 死神博士 - 天本英世
- ユリ - 沖わか子
- エミ - 高見エミリー
- ミカ - 杉林陽子
- 五郎 - 三浦康晴
- 大道寺博士[注釈 15] - 伊豆肇
- 阿野助手[注釈 15] - 宮裕之
- 大道寺珠美 - 斎藤浩子
- 五郎の級友[13][注釈 15] - 石原光真
- 狩野敏夫
- 大野剣友会
  - 中村文弥
  - 岡田勝
  - 中屋敷鉄也[C 2]
  - 石丸強志
  - ザンジオー[出典 1] - 瀬島達佳
  - 滑川広志[C 3]
  - 池田力也[C 3]
  - 佐野房信
  - 富士乃幸夫
- ザンジオーの声 - 辻村真人
- 再生怪人の声 - 梶哲也[注釈 16]、阪脩、鈴木利秋[C 4]、山下啓介[C 5][注釈 17] ほか
- ナレーター - 中江真司[C 6]
- 立花藤兵衛 - 小林昭二
- 本郷猛 / 仮面ライダー[C 1] - 藤岡弘

## スタッフ
- 企画 - 平山亨、阿部征司
- 原作 - 石森章太郎（たのしい幼稚園、テレビマガジン、冒険王連載）
- 脚本 - 伊上勝
- 撮影 - 川崎龍治
- 照明 - 太田耕治
- 美術 - 高橋章（エキスプロダクション）
- 仕上制作 - 映広音響
- 録音 - 太田克巳
- 選曲 - 武田正彦
- 編集 - 菅野順吉
- 記録 - 紀志一子
- 助監督 - 前川洋之
- 技斗 - 高橋一俊（大野剣友会）
- 進行主任 - 西川忠邦
- 制作担当 - 河野正俊
- 衣裳 - 東映衣裳
- 現像 - 東映化学
- スタントマン - JAC
- オートバイ協力 - 日本安全運転専門学校
- 音楽 - 菊池俊輔
- 監督 - 山田稔

## 挿入歌
「レッツゴー!! ライダーキック」
作詞 - 石森章太郎 / 作曲 - 菊池俊輔 / 歌 - 藤浩一、メール・ハーモニー
オープニングはテレビ版と同じ1番、エンディングは2番を使用。
「ライダーアクション」
作詞 - 石森章太郎 / 作曲 - 菊池俊輔 / 歌 - 子門真人

## テレビ放送
| 回数 | 放送局   | 番組名                           | 放送日         | 放送時間（JST） | 放送分数 | 出典          |
| ---- | -------- | -------------------------------- | -------------- | --------------- | -------- | ------------- |
| 1    | TOKYO MX | 仮面ライダー 劇場版3作品一挙放送 | 2023年06月24日 | 19:00 - 20:45   | 105分    | [ 17 ] [ 18 ] |

## 映像ソフト化
いずれも東映ビデオより発売。
- VHS（セル、レンタル）共通。LD（セルのみ）。
  - 2000年4月21日にVHSが発売された[19]。
- DVD：「仮面ライダー THE MOVIE BOX 1972-1988」（2003年12月5日発売）、単巻.VOL.1（2006年3月21日発売）
- BD:「仮面ライダー THE MOVIE Blu-ray BOX 1972-1988」（2011年5月21日発売）に収録。
- UHD:「仮面ライダー THE MOVIE 1972‐1988 4KリマスターBOX」（2021年11月10日発売）に収録。

## 併映作品
- 『ながぐつ三銃士』
- 『ムーミン』
- 『さるとびエッちゃん』[注釈 19]
- 『スペクトルマン』

## 評価・影響
それまでの東映まんがまつりでは東映動画制作の長編アニメーションを中心としており、本作品が公開された1972年春の興業も長編アニメ『ながぐつ三銃士』がメインであったが、丸の内東映でのアンケート調査では本作品が他の同時上映作品と大差を付けて1位となった。これを受け、同年夏の興業では『仮面ライダー対じごく大使』がメイン作品となり、以後の興業でも仮面ライダーシリーズが主要作品の1つとなった。これに対し、東映動画側はアンチ仮面ライダー作品として『マジンガーZ』シリーズに注力していった。本作品以降、東映まんがまつり枠でテレビシリーズの番外編的な中編映画を公開し、その作中でテレビシリーズの新展開を先行披露するパターンが定着していく。

## 他の仮面ライダーシリーズとの関連
本作品オリジナルの怪人・ザンジオーの登場作品については、ザンジオーを参照。
以下はタイトルのオマージュ。
- 『劇場版 仮面ライダーディケイド オールライダー対大ショッカー』 - タイトルが本作品のオマージュとなっている。
- 『仮面ライダーオーズ/OOO』 - 1,000回記念映画（作中作）『仮面ライダーオーズ対ショッカー』のタイトルが本作品のオマージュとなっている。

## エピソード
- 監督の山田稔はせっかちな性格で、再生怪人軍団が集結するシーンでも速めのパンを指示していた[22]。しかし、このシーンは子供たちに評判だったため、東映プロデューサーの平山亨によれば山田は「それならばゆっくり映せば良かった」と反省していたという[22]。
- 『仮面ライダー』の人気上昇に伴い、東映生田スタジオの東京映像企画ではキャラクターショーも請け負うようになった[23]。しかし、ショーの収益は東映本社のものであったために生田スタジオの収益は増えず、直接収入を得る手段として本作品公開時に東映直営館で仮面ライダーのサイン会を催した[23]。番組スポンサーの玩具メーカーであるポピーの協力を得て玩具の福袋を用意するなどして好評を博したが、番組制作局である毎日放送から純粋な番組宣伝以外でのサイン会は差し控えてほしいという要望書が東映に送られて以降、ショーなどの業務は東映芸能部が担当するかたちに一本化された[23]。